# MUSICAM
MUSICAM (englisch Masking pattern adapted Universal Subband Integrated Coding And Multiplexing)
ist ein System zur verlustbehafteten Datenkompression von Audiosignalen wie z. B. Sprache oder Musik.
Zur Berechnung der Komprimierung des Datenstroms wird das psychoakustische Modell zu Hilfe genommen, welches die Filterung der vom Ohr nicht wahrnehmbaren Töne abzubilden sucht.
Verwendet wird MUSICAM in MPEG-1 Audio Layer 2 (MP2), das z. B. bei DAB (jedoch nicht bei DAB+!), DVB oder ADR eingesetzt wird. Es legte die Grundlage zur Entwicklung von MP3.
Entwickelt wurde MUSICAM im Rahmen der Entwicklung von DAB durch das von der EU finanzierte EUREKA.